# Dusmetia
Dusmetia is een geslacht van vliesvleugeligen uit de familie Encyrtidae. De wetenschappelijke naam van dit geslacht is voor het eerst geldig gepubliceerd in 1921 door Mercet.

## Soorten
Het geslacht Dusmetia omvat de volgende soorten:
- Dusmetia cardinalis Hoffer, 1969
- Dusmetia ceballosi Mercet, 1921
- Dusmetia euripersiae Trjapitzin, 1962
- Dusmetia fuscipennis (Noyes & Hayat, 1984)
- Dusmetia latiscapa Xu, 2004
- Dusmetia pulex (Ruschka, 1923)